# Agniohammus
Agniohammus is een kevergeslacht uit de familie van de boktorren (Cerambycidae). De wetenschappelijke naam van het geslacht werd voor het eerst geldig gepubliceerd in 1936 door Breuning.

## Soorten
Agniohammus omvat de volgende soorten:
- Agniohammus brunneus (Breuning, 1967)
- Agniohammus olivaceus Breuning, 1936
- Agniohammus philippinensis Breuning, 1938